# Giovanni Zamboni
Pour les articles homonymes, voir Zamboni (homonymie).
Giovanni Zamboni (né v. 1650 à Rome et mort à Pise) est un compositeur italien de la période baroque.

## Biographie
Giovanni Zamboni maîtrisait le théorbe, le luth, la guitare, la mandole, la mandoline et le clavecin il est aussi connu comme le romain.

## Œuvres
Les œuvres de Giovanni Zamboni comprennent un ensemble de 12 sonates (Sonate d'intavolatura di leuto op. 1) pour l'archiluth, publié en 1718. Il est aussi l'auteur de madrigaux à quatre voix remis en honneur par un groupe de lettrés romains comme Alessandro Scarlatti et qui fut reconnu par le maître de chapelle Girolamo Chiti.